# Pop Laranja
Pop Laranja foi um refrigerante brasileiro lançado comercialmente no ano de 1977 pela Companhia Antarctica Paulista.

## História
O refrigerante Pop Laranja correspondeu a um dos produtos que marcaram época no Brasil, destacando-se principalmente durante, praticamente toda a década de 1980.
Em 1985, o palhaço Bozo, apresentador de um programa de televisão para o público infantil, realizava brincadeiras e anunciava o produto para as crianças, neste mesmo ano, o slogan era "Tem Laranja na Garrafa".

## Variação da Marca
Além do sabor de Laranja o prefixo “Pop” da marca possuía o sabor de Cola, com o nome “Pop Cola”,produto este lançado em 1995. A “Pop Laranja”, por sua vez, foi comercializada em duas versões:
- Pop Laranja, em garrafas de vidro com capacidade de 290ml e 1 litro, 1,5 litro e, lata de 350ml.
- Pop Laranja Diet, lançado comercialmente em 1989.

## O Fim da Marca
Com a fusão das cervejarias Brahma e Antarctica, aprovada no ano de 2000 e que resultou no surgimento da empresa Companhia de Bebidas das Américas (AmBev), o refrigerante Pop Laranja foi retirado da linha de produção. Um dos motivos estava na sobreposição de quase todos os sabores de refrigerantes produzidos pelas duas empresas, isto é, a Antarctica fabricava os refrigerantes com sabor laranja nas marcas Pop Laranja, Pop Laranja Diet, Lara Suco e Lara-j, enquanto a empresa Brahma produzia as marcas Sukita, Sukita Diet e Mirinda, além dos gastos relativos à propaganda que cada uma das marcas exigia para sua fixação no mercado. Desta forma, a nova empresa optou pela descontinuação da produção das mesmas em prol da marca Sukita. Na época, os produtos não foram retirados rapidamente das prateleiras e sim, a estratégia adotada foi de permitir que os consumidores migrassem, através de uma maior divulgação publicitária, para os demais produtos similares, que no caso, o refrigerante de laranja representado pela Sukita.